# Kanton Saintes-Ouest
Saintes-Ouest is een voormalig kanton van het Franse departement Charente-Maritime. Het kanton maakte deel uit van het arrondissement Saintes. Het werd opgeheven bij decreet van 27 februari 2014, met uitwerking op 22 maart 2015.

## Gemeenten
Het kanton Saintes-Ouest omvatte de volgende gemeenten:
- Chermignac
- Écurat
- Nieul-lès-Saintes
- Pessines
- Préguillac
- Saint-Georges-des-Coteaux
- Saintes (deels, hoofdplaats)
- Thénac
- Varzay